# Rhipidomys mastacalis
Rhipidomys mastacalis és una espècie de mamífer rosegador de la família dels cricètids. És endèmic del sud-est del Brasil, on viu a altituds de fins a 1.500 msnm. Es tracta d'un animal arborícola. El seu hàbitat natural són els boscos primaris i secundaris. Es creu que no hi ha cap amenaça significativa per a la supervivència d'aquesta espècie, tot i que algunes poblacions estan afectades per la destrucció i fragmentació del seu medi.